# Pachycondyla succinea
Pachycondyla succinea är en myrart som först beskrevs av Mayr 1868.  Pachycondyla succinea ingår i släktet Pachycondyla och familjen myror. Inga underarter finns listade i Catalogue of Life.